# Trosnyansky (huyện)
Huyện Trosnyansky (tiếng Nga: ? райо́н) là một huyện hành chính tự quản (raion), của Tỉnh Orel, Nga. Huyện có diện tích 786 km², dân số thời điểm ngày 1 tháng 1 năm 2000 là 13400 người. Trung tâm của huyện đóng ở Trosna.